# Brachymyrmex melensis
Brachymyrmex melensis é uma espécie de inseto do gênero Brachymyrmex, pertencente à família Formicidae.